# Marchiennes
Marchiennes (Aussprache [maʁˈʃjɛn], ndl.: "Marsenne") ist eine französische Gemeinde mit 4506 Einwohnern (Stand: 1. Januar 2022) im Département Nord in der Region Hauts-de-France. Sie gehört zum Arrondissement Douai und ist Mitglied im Gemeindeverband Communauté d’agglomération Cœur d’Ostrevent. Die Einwohner werden Marchiennois und Marchiennoises genannt.

## Geographie
Die Gemeinde Marchiennes liegt an der kanalisierten Scarpe im Nordfranzösischens Kohlerevier und im Regionalen Naturpark Scarpe-Schelde, 15 Kilometer ostnordöstlich von Douai. im Norden verläuft der Canal du Décours, im Süden die Grande Traitoire.
Nachbargemeinden von Marchiennes sind Beuvry-la-Forêt im Norden, Tilloy-lez-Marchiennes im Nordosten, Warlaing im Osten, Wandignies-Hamage im Südosten, Rieulay im Süden, Vred und Pecquencourt im Südwesten, Flines-lez-Raches im Westen und Bouvignies im Nordwesten.

## Bevölkerungsentwicklung
| Jahr                       | 1962 | 1968 | 1975 | 1982 | 1990 | 1999 | 2009 | 2020 |
| Einwohner                  | 3417 | 3375 | 3267 | 3564 | 4164 | 4541 | 4745 | 4549 |
| Quellen: Cassini und INSEE |      |      |      |      |      |      |      |      |

## Sehenswürdigkeiten
- ehemalige Abtei Marchiennes (Benediktiner)
- Kirche Sainte-Rictrude
- Kapelle Notre-Dame d'Elpret
- Kapelle Sainte-Eusébie
- Wasserturm

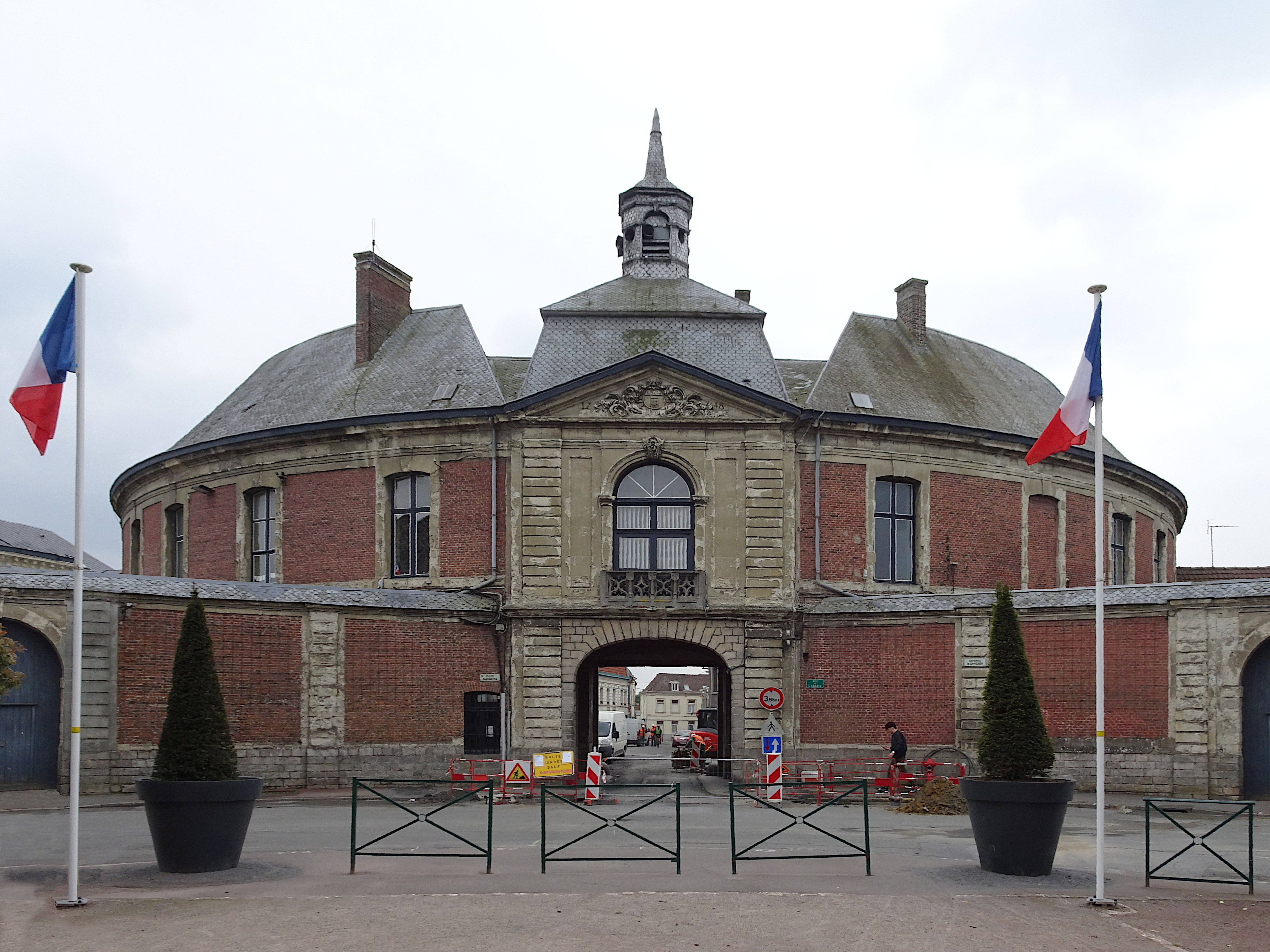
Ehemaliges Kloster Marchiennes
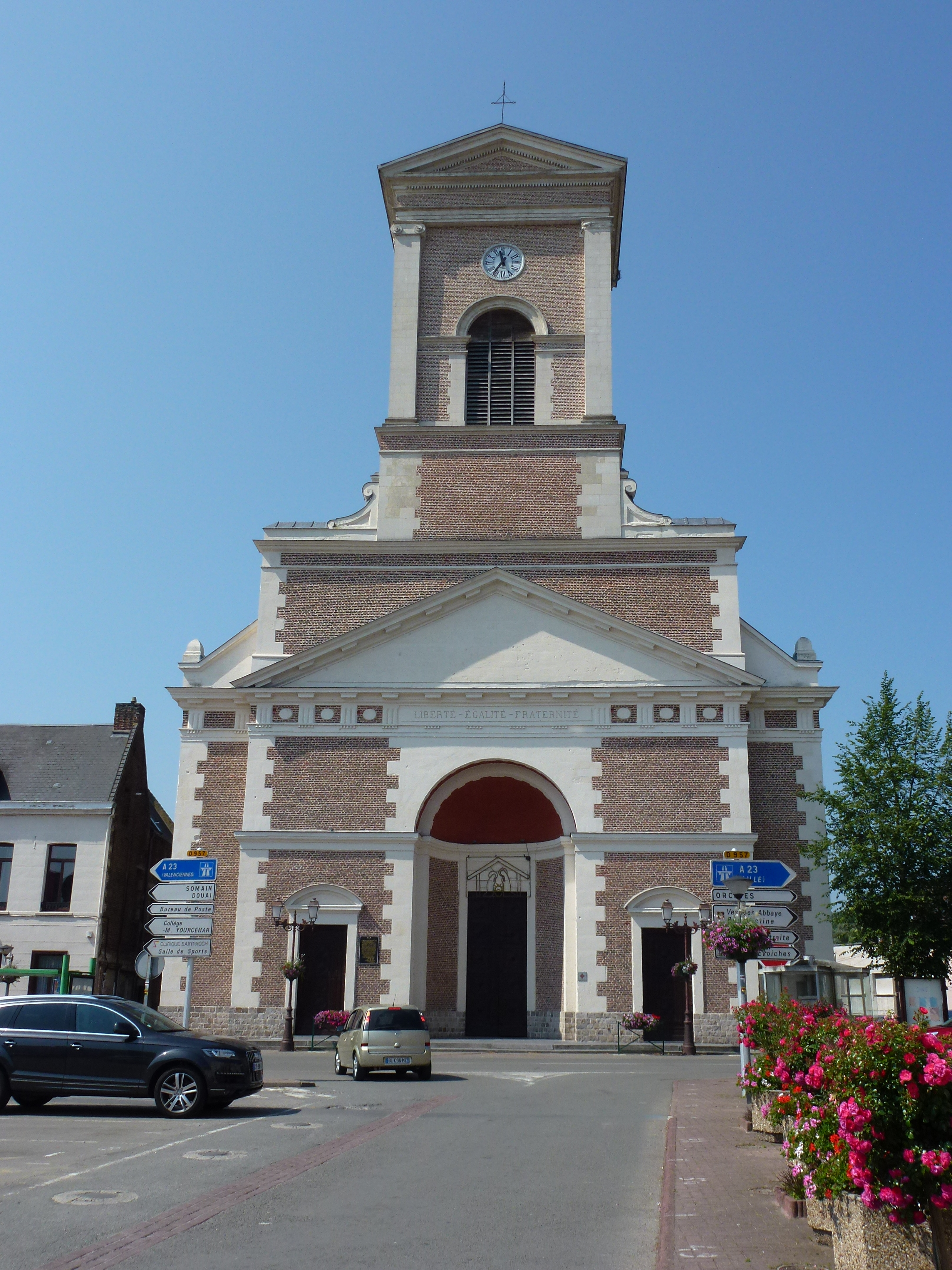
Kirche Sainte-Rictrude
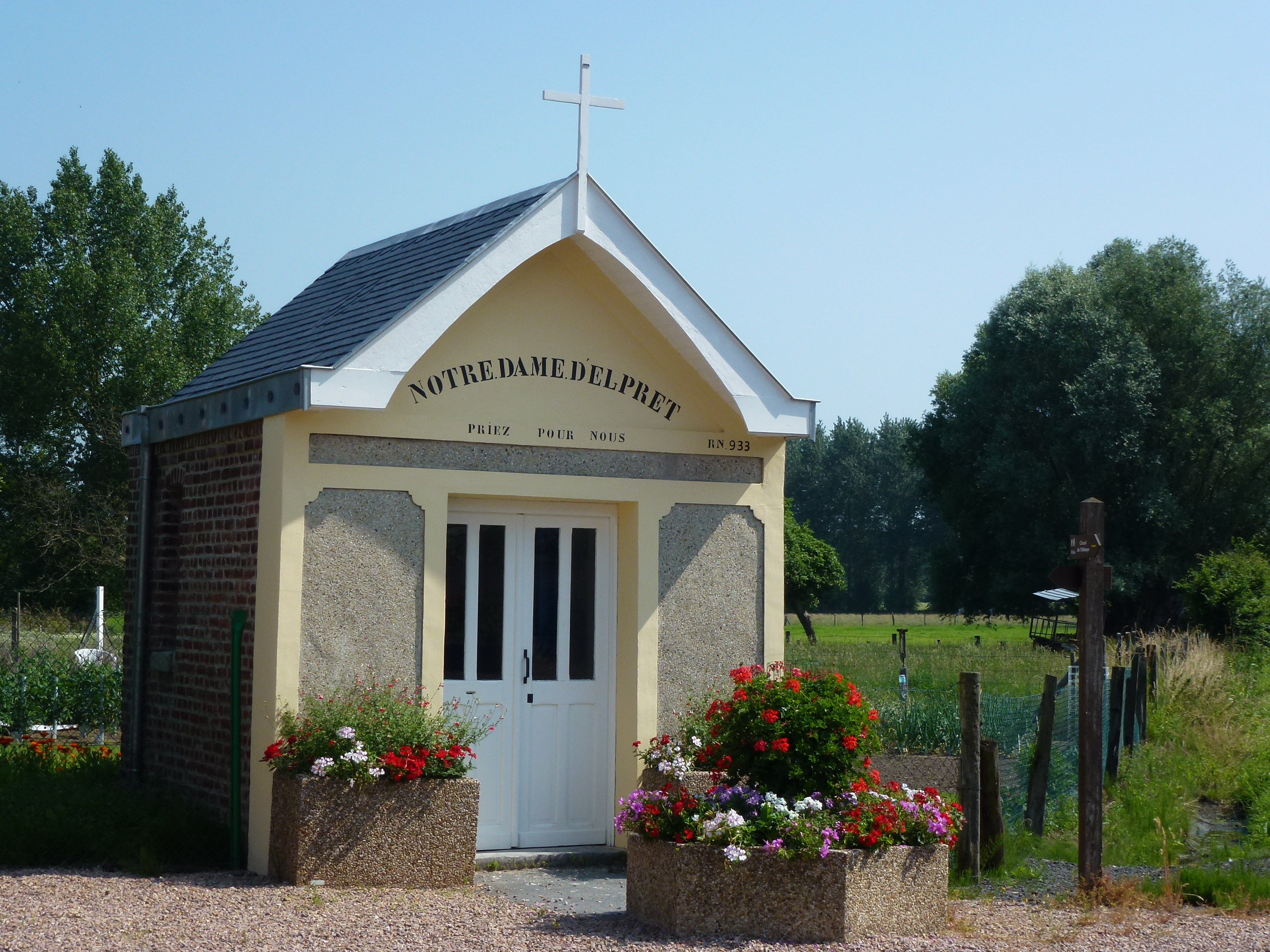
Kapelle Notre-Dame d'Elpret
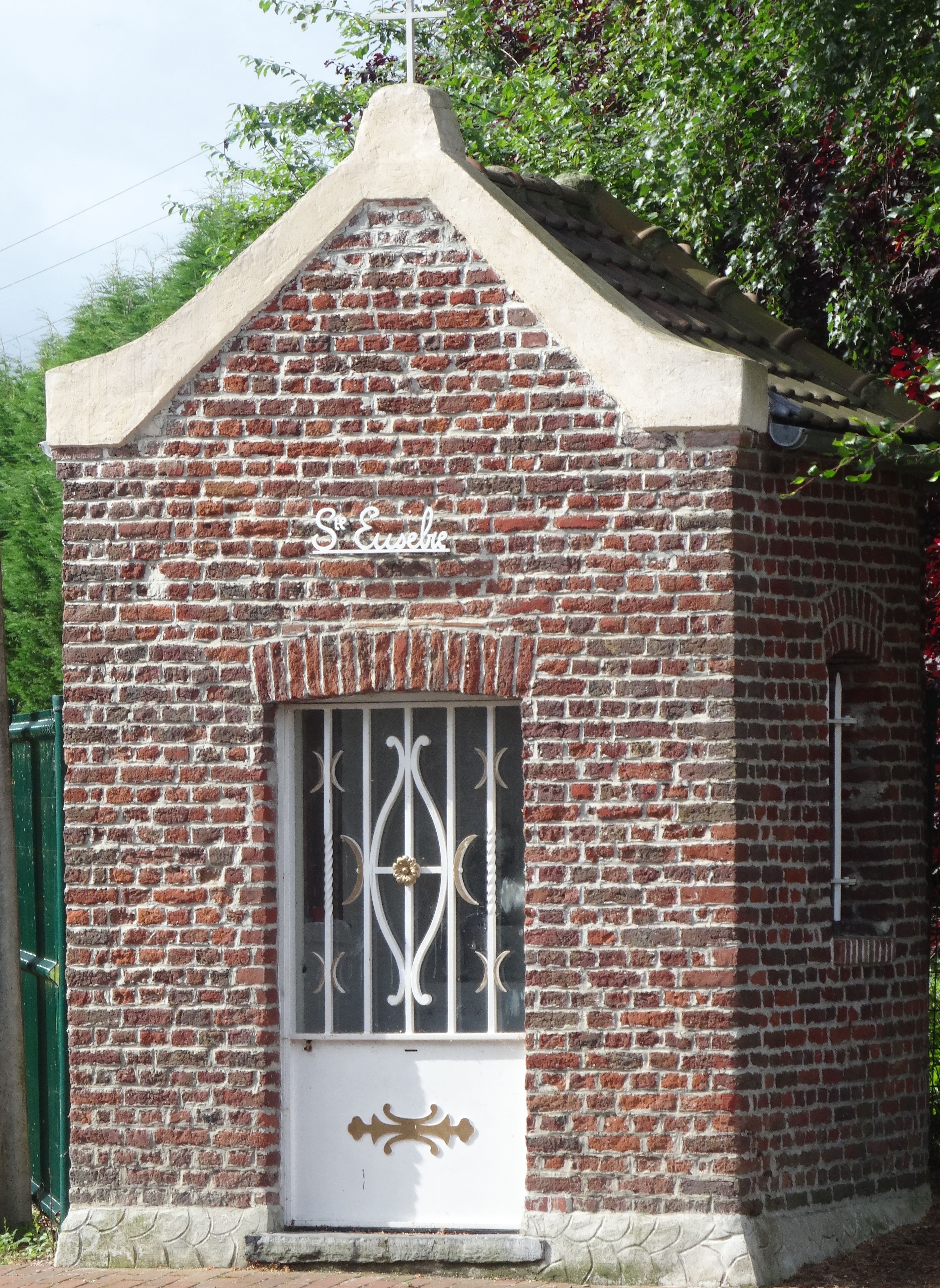
Kapelle Sainte-Eusébie
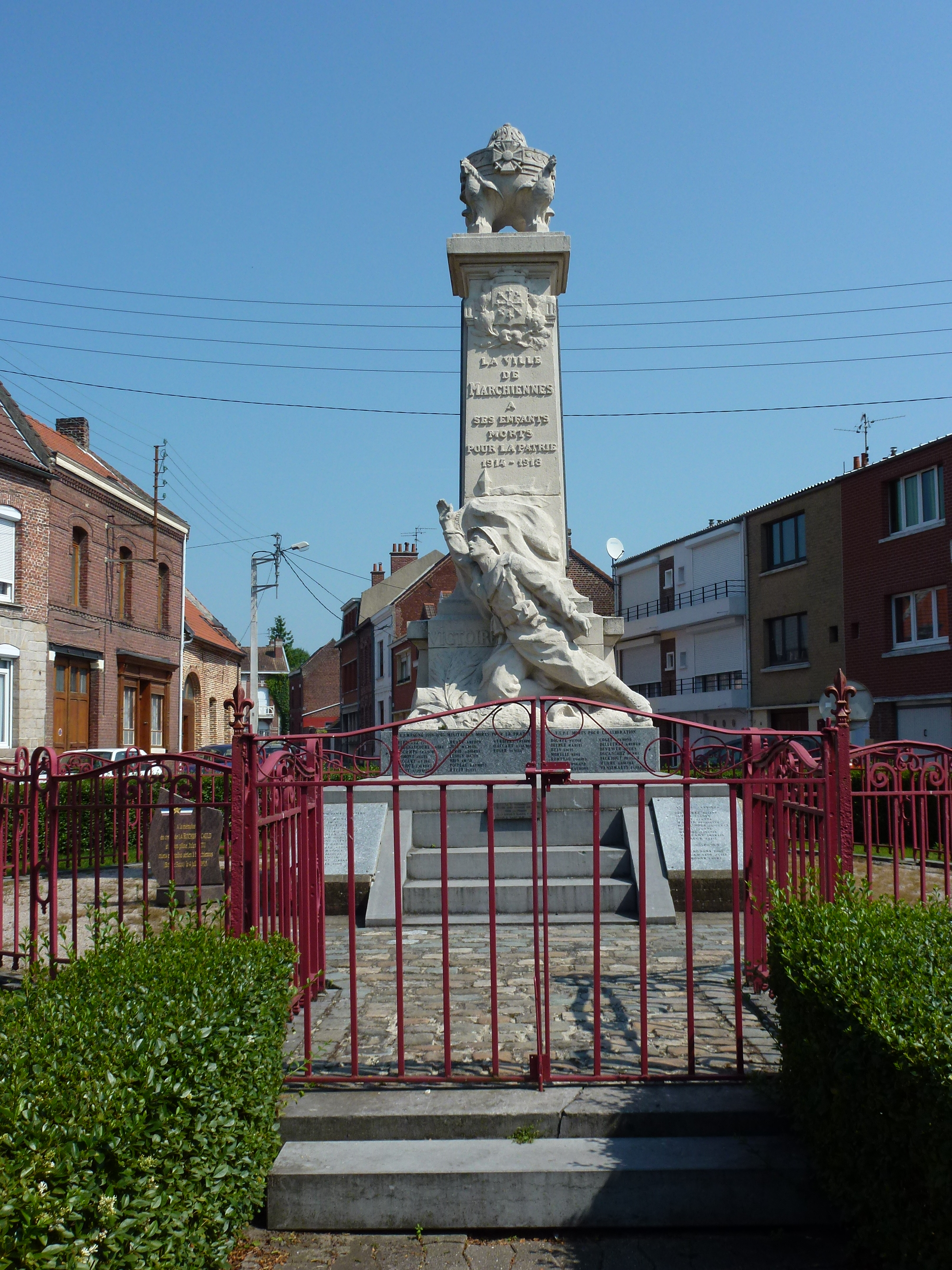
Gefallenendenkmal
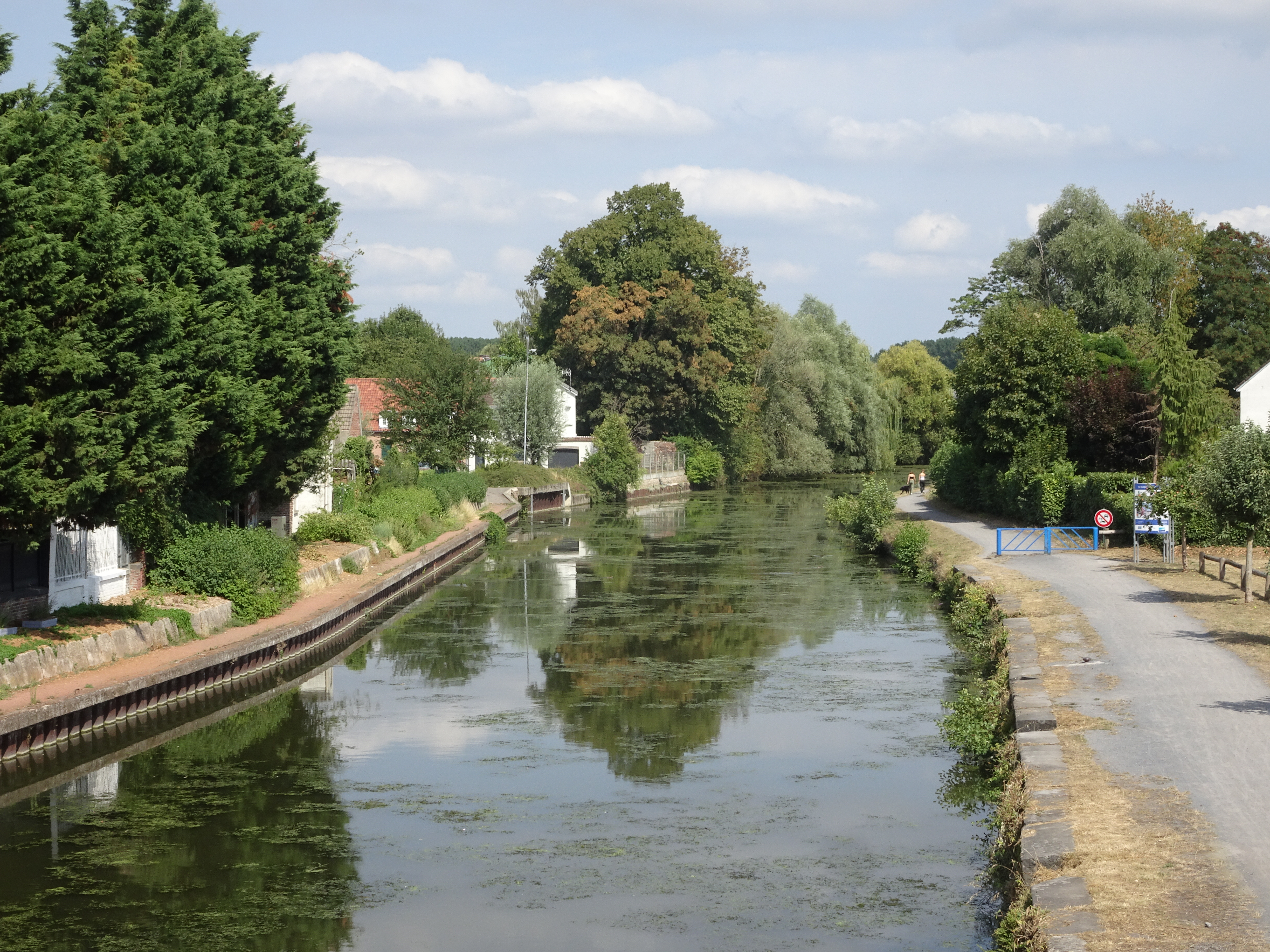
Die Scarpe in Marchiennes

## Sonstiges
In seinem Roman "Germinal", der um 1865 im Kohlerevier von Nordfrankreich spielt, siedelte Emile Zola die fiktive Bergbau-Stadt "Montsou" in der Nähe von Marchiennes an.

## Persönlichkeiten
- Poppo von Stablo (978–1048), heiliggesprochener Abt, gestorben in Marchiennes
- Jean-Baptiste Corbineau (1776–1848), kaiserlicher General, geboren in Marchiennes
- Hercule Corbineau (1780–1823), kaiserlicher General, geboren in Marchiennes
- Félix Labisse (1905–1982), surrealistischer Maler, geboren in Marchiennes
- Jean Moral (1906–1999), Fotograf, geboren in Marchiennes
- Jules Mougin (1912–2010), Dichter, geboren in Marchiennes
- Alain Deloeuil (* 1954), Radrennfahrer, geboren in Marchiennes

## Gemeindepartnerschaft
- Speldhurst, Kent, Großbritannien, seit 1998